# Sears

Logotyp för Sears mellan 1994 och 2004.

Sears (Sears, Roebuck & Co.) är ett amerikanskt postorderföretag grundat av Richard Warren Sears som R.W. Sears Watch Company år 1886. År 1893 fick Sears en kompanjon i Alvah C Roebuck och företaget döptes om till Sears, Roebuck and Co. Bolaget började som postorderföretag och öppnade butiker 1925. Sears var fram till 1989 USA:s största detaljhandelsbolag då Walmart gick om.
Hösten 2023 fanns enbart 13 butiker kvar i USA.

## Historia

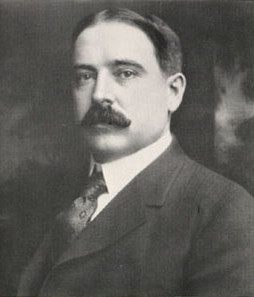
Richard Warren Sears

Richard Warren Sears började med att sälja klockor på postorder i North Redwood i Minnesota. Han flyttade sedan verksamheten till Chicago och Roebuck blev ny affärspartner. 1888 kom den första postorderkatalogen ut och verksamheten växte nu kraftigt. Den stora målgruppen var jordbrukare och utbudet i postorderkatalogerna kom att bli mycket brett: symaskiner, cyklar, sportutrustning, bilar, spisar med mera och antalet sidor växte för varje år. 1895 lämnade Roebuck bolaget och ny partner blev Julius Rosenwald. Rosenwald förde med sig rationalisering inom postorderverksamheten och utökade sortimentet med konsumentvaror och möbler. 1906 öppnade Sears Merchandise Building Tower i Chicago.
Från 1920-talet och fram till 1950-talet byggde Sears ett stort antal varuhus i amerikanska städer, en utveckling som sedan fortsatte med byggandet av nya varuhus i förorter till städer. 1969 var Sears det största postorderföretaget i världen med omkring 350 000 anställda. Sears ledning beslutade då att samla de tusentals kontorsanställda i Chicagoregionen till en byggnad i Chicagos historiska centrum, Chicago Loop. Därefter anlitades arkitektbyrån Skidmore, Owings and Merrill (SOM) för att skapa strukturen till en av de största kontorsbyggnaderna i världen. Sears Tower (idag Willis Tower), tidigare världens högsta byggnad, ägdes fram till mars 2004 av företaget.
1993 slutade Sears med sin postorderkatalog. 2004 köptes Sears av Kmart och de båda ägs av holdingbolaget Sears Holdings Corporation.